# ゲームセンターCX 有野の挑戦状2
『ゲームセンターCX 有野の挑戦状2』（ゲームセンターシーエックス ありののちょうせんじょう ツー）は、2009年2月26日にバンダイナムコゲームスより発売されたニンテンドーDS用ソフト。開発元はインディーズゼロ。ゲームのジャンルは“ゲームinゲーム”。
『ゲームセンターCX 有野の挑戦状』の続編タイトルとして、フジテレビCS放送・フジテレビTWOで放送の番組『ゲームセンターCX』から生まれた。
なお、前作の発売元はバンダイナムコゲームス・ナムコレーベルであったが本作はバンダイレーベルに変更されている。

## 概要
復活したゲーム魔王・アリーノーによって、プレイヤーは再びゲーム西暦1980年代へ強制的にタイムスリップさせられる。現代に戻るには魔王・アリーノーから送られる、その時代に発売されたという架空ゲームへの「挑戦状」をクリアしなければならない。基本的なコンセプトは前作と同様。クリアすると時代が進み、ゲーム内容やグラフィックがレベルアップした新作がゲーム内で発売される。ハードが「ゲームコンピューター」の1種類のみだった前作に対し、本作では時代が進むにつれて新作発売とともに8bitから携帯ゲーム機へのシフトを経て、最終的には16bitといったように進化したハードが次々と登場する。
今作でもゲームの進捗に合わせて発売されるゲーム雑誌『ゲームファンマガジン』にて隠れキャラや裏技が紹介されている。本作では「銀はがし」という要素が追加されており、裏技等の表記がスクラッチ加工で隠されている（DSのタッチスクリーンをペンで擦ることで銀はがしを再現）。誌面には番組でおなじみのスタッフらが編集者や開発者、広報として登場する。なおゲームによっては、前作ではプレイを見ているだけだった「ありの少年」と一緒にプレイする事が可能。主に「対戦」「協力」「交換」が行える。
新たに追加されたコマンド「電話する」では、ありの少年の友人から攻略のヒントがもらえたり、雑談を聞ける。また、アリーノーに電話をかけた場合はクリアできない挑戦をギブアップする事が可能（ただし、ギブアップした挑戦は2度とプレイ出来ない）。「メモ帳」はゲームプレイ中でのみ選べるように変更されている。本作のセーブデータは統一されているため、前作にあった「やりこみ」モードは存在しない（「ストーリー」内で「やりこみ記録」を確認する事は可能）。第10シーズン番組内のコーナー「ゲームセンターCX ゲーム化計画2」で詳細が逐次放映された。
Nintendo Switch移植版として本作および前作をカップリング収録した『ゲームセンターCX 有野の挑戦状 1+2 REPLAY』が2024年2月22日に発売された。

## 部屋で遊べる収録ゲーム
発売日や価格などの詳細は、ゲーム内及び「パーフェクトガイド」の記述に準ずる。

### ウィズマン（ドットイートアクションゲーム）
ゲーム歴1984年10月5日発売。価格4800円。メディアは64KBカートリッジ（ゲームコンピューター）。
本作と同じくバンダイナムコゲームス（ナムコ）制作の『パックマン』に似たアクションゲーム。ステージは全32フロアー。
画面内にある赤・青のクリスタルを全て集めるのが目的。基本的なルールは『パックマン』と同様だが、クリスタルは同じ色の杖を持っていないと取れない。杖を所持している間は色に応じた魔法が使用でき、邪魔な敵を倒すことができる。白い敵はどの魔法でも倒せるが、赤色の敵は青色（氷）の魔法、青色の敵は赤色（炎）の魔法でしか倒せず、黒い敵はどちらの魔法でも倒せない。ただし相性の悪い魔法でも、設置することで敵の進路を妨害することはできる。
各フロアーには光の魔法が使える「マジカルロッド」が隠されており、こちらは赤と青両方のクリスタルを取る事ができるが、『ドルアーガの塔』のアイテムのように、出現条件はフロアーによって全く違う。光の魔法は黒色の敵を含む全ての敵を倒すことができるが、その攻撃力は赤・青の魔法の半分である。
アリーノーからの挑戦状
挑戦1：同じ杖を2個取って魔法を2個同時に出せ!
挑戦2：光る青い大クリスタルを順に8連続で取れ!
挑戦3：フロアー4の扉に入れ!
挑戦4：1プレイで宝石を合計10個取れ!
裏技
コンティニュー：GAMEOVER画面で、ゲームセンターCXおなじみのコマンドを入力。
フロアーセレクト：タイトル画面でとあるコマンドを入力。

### 無敵拳カンフー（格闘アクションゲーム）
ゲーム西暦1985年6月21日発売。価格4800円。機種は「ゲームコンピューター」のライバル機「ENTER-M2000」で、メディアは128KBカートリッジ。
アイレムの『スパルタンX』やアタリの『カラテカ』などに似たゲーム。ステージは全5面の2周制。
「日本に関心を持つ海外メーカーが作った」という設定で、本来の日本とは微妙に間違った世界観になっているのが特徴。画面などの雰囲気や滑らかなキャラクターの動きは、番組で取り上げられた海外製ゲームである『プリンス・オブ・ペルシャ』・『アウターワールド』の影響も見られる。プレイモードが2種類あり、基本は「1P GAME」。通常の横スクロール面はパンチやキックで敵を倒しながら進む。吹き飛ばした敵で複数の敵をまとめて倒すと出現する「気マーク」を4つ集めると一定時間無敵になり、攻撃力が高い「無敵拳」を繰り出せる。ボス戦は『イー・アル・カンフー』のような格闘ゲーム風になる。
「2P VERSUS」では、ありの少年と対戦する事が出来る。ルールは時間無制限の1本勝負となり、どちらかが倒れるまで戦う。上から降ってくる「気マーク」を4つ集めて「無敵拳」も発動できるが、「1P GAME」の時と違って発動中も若干ダメージを受ける。
実は前作『有野の挑戦状1』でも『ゲームファンマガジン』に名前だけ記載されていた。ゲーム中には登場しないがゲームコンピューター版も存在しており『無敵拳カンフー2 形意拳の逆襲』と『無敵拳カンフー3 ニューヨークに行く』という続編が発売されている。
アリーノーからの挑戦状
挑戦1：敵を吹き飛ばせ!
挑戦2：ステージ1の中ボスを倒せ!
挑戦3：無敵拳を発動させて敵を倒せ!
挑戦4：ステージ2のボスを倒せ!
裏技
コンティニュー：GAMEOVER画面で、ゲームセンターCXおなじみのコマンドを入力。
2周目からスタート：タイトル画面でとあるコマンドを入力。
ボス手前までワープ：ステージのとある場所を攻撃すると出現するシャチホコを取る。
アナザーエンディング：2周目のエンディング画面で師匠に攻撃を当てる。パンチかキックで内容が変化。

### デーモンリターンズ（横スクロールアクションゲーム）
ゲーム西暦1986年9月26日発売。価格5800円。通称「デモリタ」。機種はゲームコンピューターで、メディアは512KBカートリッジ。
任天堂の『スーパーマリオブラザーズ』に似たゲーム。600万本以上を売り上げた大ヒット作で、社会現象にもなったなど、実際の日本ゲーム市場における『スーパーマリオブラザーズ』に相当する点が多い。ステージは全16面。
「悪魔の姿に変えられた青年が冥界の女王にさらわれた姫を救い出す」というお約束のストーリー。残機制+時限式ライフ制を採用。アイテムのリンゴを取りながらクリアを目指す。「スピンクロー」で回転させた敵に乗る「デビルライド」が特徴。開発メーカー「デゴイチ」のモデルになったのはハドソン（所在地と、蒸気機関車に由来する社名から）。時限式ライフ制のシステムも同社から発売された『高橋名人の冒険島』を想起させるものとなっている。
アリーノーからの挑戦状
挑戦1：敵を裏返して回しライドしてジャンプせよ!
挑戦2：スピントルネードでブロックを破壊せよ!
挑戦3：ソウルを100個集めて1UPせよ!
挑戦4：ステージ1-4をクリアせよ!
裏技
コンティニュー：GAMEOVER画面で、ゲームセンターCXおなじみのコマンドを入力。
残機数99でスタート：タイトル画面でとあるコマンドを入力。
常に無敵状態：ポーズ中にとあるコマンドを入力（1プレイに1回のみ）。

### 課長は名探偵・前編&後編（コマンド式アドベンチャーゲーム）
ゲーム西暦1987年4月2日（前編）・同年6月27日（後編）発売。価格は前編2600円、後編2500円。メディアは896KBフロッピーディスク。『ファミコン探偵倶楽部』『探偵 神宮寺三郎』に似た推理アドベンチャー。前編・後編の2部構成で、機種はゲームコンピューターの周辺機器「フロッピードライブシステム」（元ネタはファミリーコンピュータ ディスクシステム。なおその後の凋落も忠実に再現されており、『ゲームファンマガジン』に詳しい記述がある）。副題は「ゲームコンピューター最後の日」。
プレイヤーが勤める会社「ゲームセンターCX興業」で起きている七不思議の謎を、上司のありの課長と共に解明する。しかし単なる噂調査だったはずが思わぬ大事件に発展してしまい、事態は徐々にシリアスな方向へと向かっていく。
「ツッコむ」「ボケてみる」「めいし（を手渡す）」など様々なコマンドでありの課長をサポートし、事件の真相を暴く。コマンド選択で捜査をするだけでなく、前編・後編それぞれに1本ずつあるミニゲームをクリアしてシナリオを進める場面も存在する。なお、前編のクリアデータがない状態では後編をプレイする事が出来ない。歴代ADを含む番組スタッフやゲームメーカー社員らが実名で登場。さらには本人の許可を得てバンダイナムコゲームスの石川社長がゲームセンターCX興業の社長役として特別出演している。
あらすじ
ゲームコンピューター史上最大と謳われる超大作ゲーム『ファイナルクエスチョン3』の発売を控え、ROM生産工場のゲームセンターCX興業は激務に追われていた。そんな中、社長のいしかわに突然呼び出された主人公とありの課長の2人は、社内を騒がせる"七不思議"の真相を暴く「特命プロジェクト課長」に任命されてしまう。しかし調査を開始した彼らは、いつしか謎の集団「ラブ&ゲーム教」の陰謀へと巻き込まれて行く。果たして彼らの企てる「ゲームコンピューター最後の日」とは?
アリーノーからの挑戦状
※前編のみ（後編はアリーノーが用意するのを忘れたため挑戦なし）。
挑戦1：名刺を入手して誰かに渡せ!
挑戦2：謎の「誰もいない会議室」を解明せよ!
挑戦3：謎の「すすりなく周辺機器」を解明せよ!
挑戦4：謎の「一本足りない･･･」を解明せよ!
裏技（このゲームに限り、クリアに直結する裏技は存在しない）
前編
バイクチェイスゲームをプレイ：本編クリア後、タイトル画面でとあるコマンドを入力。
後編
ボートチェイスゲームをプレイ：本編クリア後、タイトル画面でとあるコマンドを入力。
隠れキャラに出会う：湖畔のゲーセンで特定の順番でコマンドを選ぶと「北のメガネっ娘」が登場。
主要登場人物（カッコ内は元となった人物）
主人公※名前は任意
CX興業の新人社員。ありのの助手として七不思議の捜査を担当していくうちに、怪しげな事件に巻き込まれる。
ありの課長（有野晋哉）
主人公直属の上司でゲーム中における探偵役。
いしかわ社長（バンダイナムコゲームス石川社長）
ゲームセンターCX興業社長。ありの課長と主人公に七不思議の調査を指示する。
かんさん（菅プロデューサー）
CX興業の工場長。出張が多い。
あべさん（カメラマン阿部）
CX興業の副工場長で、かんと並ぶ古株社員。元ヤンでバイクが趣味。
とうじま刑事（元AP（初代AD）東島）
アメリカ帰りの刑事。どんな事件も解決できるエリートで、後編の重要人物の1人。
ささの（2代目AD笹野）
CX興業社員で周辺機器の担当。後編ではバッティングセンターにいることが多い。
うらかわ（3代目AD浦川）
CX興業社員。極度の方向音痴で目的地と必ず正反対の方向へ行ってしまう。
いのうえ（4代目AD井上）
CX興業社員でサボりの常習犯。地下プロレスラーのイノコMAXなる弟がいる。
たかはし（5代目AD高橋）
CX興業の事務員。七不思議の噂を怖がり早く帰りたがっている。
つるおか（6代目AD鶴岡）
CX興業の警備員。彼がありの課長達に七不思議の話をしたことからすべてが始まる。
きべ（構成岐部）
ゲームパッケージなどを作る印刷所の職員。ゲームコンピューターのライバルハード（本人曰く「セ・・・」）のファン。
すだ（VE須田）
CX興業近くにあるゲームショップ「わくわくボーイ」の店長。ありのと仲が良い。
なかうち（ディレクター中内）
CX興業の社員。彼が行方不明になったことで、事件は急展開を迎える。
タニー（整音谷澤）
情報屋。後編より登場しありの達をサポートする。
いいだ（AP飯田）
CX興業近くの焼き鳥屋「鳥三昧」の女将。何故かメニューに鶏肉を置いていない。
ふじもと（構成藤本）
CX興業近くの銭湯「追い焚きの湯」の若旦那。
さかい刑事（構成&企画酒井）
刑事。ありの達を犯人扱いし執念深く追ってくる。エリートのとうじまが大嫌い。
すずい社長（インディーズゼロ鈴井社長）
新作ゲームを製作したゲーム会社「インディーズゼロ」の社長。相当なおしゃべり。

### ガンデュエル（縦スクロールシューティングゲーム）
ゲーム西暦1987年5月25日発売。価格5800円。機種はゲームコンピューターで、メディアは1MBカートリッジ。
『ザナック』『ガンヘッド』『アレスタ』などに似たシューティング。ステージは全4コロニー。
前作の「スタープリンス」が更にパワーアップしたもの。「ガンユニット」と呼ばれる7種類の武器からメインとサブの武器を同時に装備し、この2つをBボタンで切り替えながら進めていく。武器の組み合わせによって性能も戦い方も大きく変わる。敵機の一種「スパイカメラ」を倒すかどうかで難易度がSAFE→GOODLUCK→ALERT→DANGERの4段階に変化する。
通常の1人プレイのほか、ありの少年との2人協力プレイが可能となっている。2人プレイでは自機が合体する「Gシステム」が使用可能。敵を多く倒すと出現するアイテム「Gマーク」を取ると発動し、より強い攻撃を繰り出せるようになる（取った側がメインで操作し、取らなかった側はサブ役に回る）。
アリーノーからの挑戦状
挑戦1：ガンユニットの装備を切り替えて敵を倒せ!
挑戦2：スパイカメラ機を倒せ!
挑戦3：Gシステムで合体して、敵を20体倒せ!
挑戦4：コロニー2をクリアせよ!
裏技
※使用するとスコアの末尾が1になる。
デスモード：タイトル画面でとあるコマンドを入力。1P・2P共にガンユニットが全く出現しない。
エターナルデュエス：タイトル画面でとあるコマンドを入力。攻撃力が倍になる。
GOODLUCKモード：タイトル画面でとあるコマンドを入力。コンディションが常にGOODLUCKで固定。
SAFEモード：タイトル画面でとあるコマンドを入力。コンディションが常にSAFEで固定。
ALERTモード：タイトル画面でとあるコマンドを入力。コンディションが常にALERTで固定。
DANGERモード：タイトル画面でとあるコマンドを入力。コンディションが常にDANGERで固定。
ルーレットガンユニット出現：ポーズ中にとあるコマンドを入力（1機につき1回のみ）。

### トリオトス（落ち物パズルゲーム）
ゲーム西暦1989年6月14日発売。価格2800円。メディアは256KBカートリッジ。
『コラムス』『Dr.マリオ』等に似た落ち物パズル。作中初の携帯ゲーム機「ゲームコンピューターミニ」での発売であり、当時の「ゲームボーイ」を髣髴とさせるモノクロ画面になっているのが特徴。メーカーが前作に登場した『からくり忍者ハグルマン』シリーズと同じ「GEARS」なためか全体的に和風テイストで、下記のようにハグルマンシリーズのキャラクターも登場しており、BGMも『ハグルマン』のものが一部使用されている。
「トリオミノ」と呼ばれるブロックを操作して積み上げていき、同じマークのブロックが3つ縦か横に重なると消える。一定の条件で高性能の「マルチマークブロック」が出現するほか、『テトリス』のように横一列にブロックを並べて消すと「ラインスパーク」が発動し、同じマークのブロックを全て消せる。
プレイできるモードは3種類存在し、ブロックをひたすら消していく「ENDLESS」、CPU10人との対戦を勝ち抜く「VS.RIVAL」、ありの少年との対戦プレイを楽しむ「VS.2P」がある。
アリーノーからの挑戦状
挑戦1：同じマークのブロックを並べて消せ!
挑戦2：マルチマークブロックを配置せよ!
挑戦3：ラインスパークを発生させろ!
挑戦4：VS.RIVALでLEVEL03をクリアせよ!
裏技
※「VS.RIVAL」モード限定。
レベルセレクト：メニュー画面でとあるコマンドを入力。
LV.DEATHモード：メニュー画面でとあるコマンドを入力。
巻物ブロック「小梅ちゃん」：ポーズ中にとあるコマンドを入力（1プレイにつき1回のみ）。
巻物ブロック「からくりケーン」：ポーズ中にとあるコマンドを入力（1プレイにつき1回のみ）。
巻物ブロック「ゼンマイちゃん」：ポーズ中にとあるコマンドを入力（1プレイにつき1回のみ）。
2012年2月20日よりiOSに移植され、アプリとして配信された。価格は250円。移植の際にカラー版に変更されている。

### ガディアクエストサーガ（RPG）
ゲーム西暦1991年12月13日発売。価格3980円。メディアは2MBカートリッジ。
設定上はゲーム内で人気を博している「ガディアクエスト」シリーズの第3弾。上記の「トリオトス」と同様、携帯ゲーム機での発売だが、こちらは「ゲームコンピューターミニ カラー」であり、「ゲームボーイカラー」のようにカラー画面が採用されている。副題は「闇を創りし者」。
ゲーム内で発売されているという、ゲーコン版「ガディアクエスト2」から数百年後の世界を描いたストーリーで、シリーズ完結編という設定。「ガディアマイスター」を目指す3人の若き勇者（男・男・女）が、復活した闇を倒すために冒険を繰り広げていく。
フィールドが天界・地上界・冥界に増え、冒険の幅が広がったほか、本作では1キャラ毎にガディアの契約が可能。さらに特定のガディアマイスターを1人仲間に出来るなど、システム面の強化が施されている。
また、『ポケットモンスター』のように2バージョン（光・闇）のソフトが発売されているという設定で、プレイヤーは光版をプレイする事になり、ありの少年がプレイしている闇版との間でガディアの交換が可能になった。
アリーノーからの挑戦状
挑戦1：たそがれのまちを目指せ!
挑戦2：全員のレベルを5にあげろ!
挑戦3：おかねを1000マネ以上貯めろ!
挑戦4：ヘブンズタワー11Fのマイスターを倒せ!
裏技
いきなりスタッフロール：さいはてのまちでとある場所を調べると現れる隠し階段を降り、老人に話しかける。前作の場所では老人の置き手紙が残されている。
最強の守護者：天界または冥界のフィールドでとある場所を調べると「ゲームのしゅごしゃ」が出現する。
レアなガディアを入手：後述する『スーパーデーモンリターンズ』の挑戦状1をクリア後、ありの少年とガディアを交換すると、1度だけ「ユーザーのしゅごしゃ」を入手できる。

### スーパーデーモンリターンズ（スクロールアクションゲーム）
ゲーム西暦1992年9月2日発売。価格8800円。メディアは16MBカートリッジ。
ゲーム内で大ヒットを記録した「デーモンリターンズ」を16ビットの最新機種「スーパーゲームコンピューター」に移植させた正統進化系の続編。全16面。
グラフィックが大幅に進化したうえ、4方向への攻撃や溜めによる必殺技「スーパースピンクロー」が可能になるなど、さまざまな新要素が追加されている。またマップも縦横無尽に広くなり、各ステージで隠しアイテム「DEMONスター」を探し出す探索・謎解きの要素も加えられている。
オートセーブに対応していて、一度クリアしたステージはタイトル画面で自由に選択出来るようになり、いつでも好きな所からプレイ可能となっている。またコンティニューもコマンド無しで無限に行うことができる。
アリーノーからの挑戦状
挑戦1：ビッグソウルを取れ!
挑戦2：ステージ1-1の魔石を5個全部集めろ!
挑戦3：リンゴを合計100個取れ!
挑戦4：ステージ1-4をクリアせよ!
裏技
残機数99でスタート：タイトル画面でとあるコマンドを入力。
常に無敵状態：ポーズ中にとあるコマンドを入力（1プレイに1回のみ）。
4-4へワープ：ステージ1-1でとある場所を登っていくと、4-4のワープ壺がある。

### さらなる挑戦状
上記9作品の挑戦状を全てクリアすると出現する。この挑戦はアリーノーに電話をかけてもギブアップする事が出来ない。ゲームは9作品の中から下記のように予め決まっている。余談だが、この「さらなる挑戦状」はゲーム西暦1993年2月21日に出題されている。
挑戦1『ウィズマン』：フロアー16の扉に入れ!
挑戦2『無敵拳カンフー』：友達と「2P VERSUS」で対戦して勝て!
挑戦3『ガンデュエル』：コロニー1の"SPECIAL"をすべて取れ!
挑戦4『スーパーデーモンリターンズ』：スコア20万点を目指せ!

### 最後の挑戦
以上9つのゲームと「さらなる挑戦状」を全てクリアするとスタッフロールが始まる。前作同様、スタッフロール自体が魔王・アリーノーとの対決となるシューティングゲームとしてプレイ可能。難易度は高いがアリーノーにタマを打ち込むことでアリーノーの状態が肌色、緑、赤、赤（煙が出る）と変わり、スタッフロールが終わるまでに破壊するとその後の展開が若干違う（このスタッフロールが終わると「おわり」という画面が表示されるが、この画面のまま放置しても、何のボイス等もなく、何の特典もない）。
今回はアリーノーとは別の敵機（十字キーやボタンを模している）が8機編隊で襲い掛かってくる事もあり、逃さずに倒す事でアイテムが出現。取ると2段階まで攻撃がパワーアップする。なお、プレイヤーが女の子の場合のみオート連射が可能となる。
以上で終了と思いきや、最後の最後で「全てのゲームのエンディングを見ろ」という難題が出される。上記9つのゲーム全てのエンディングを見れば挑戦成功となる。最後というだけあり、アリーノーに電話をかけてもギブアップする事は出来ない。クリア後はタイトル画面に「サウンドテスト」が追加される。なお、最後の挑戦はゲーム西暦1994年12月31日に出題されており、作中ではこの日を「16bit時代終焉の日」と呼んでいる。
その後エピローグが流れ、「おしまい」の画面で1時間7分15秒待つと最後の特典が出現する。それまでは決まった時間に「本当に何もないって」等の異なった音声が流れ、特典出現後には「もう本当に何もありません」と表示される。

## ゲームショップで遊べる収録ゲーム
本作では行動範囲が広がり、「お店に行く」のコマンドで「わくわくボーイ」というゲームショップへ移動する事が可能となっている。そこに設置されている試遊台では、ありの少年が持っていない5作品のゲームをプレイ出来る。そのうち4作品は前作に収録されたゲームのリメイク版である。お店なので説明書は読めないが、操作方法とやりこみ記録なら確認できる。上記の「最後の挑戦」では対象外。

### コズミックゲート MASA-X版（1画面シューティングゲーム）
ゲーム西暦1984年11月15日発売。価格5800円。メディアは64KBカートリッジ。
ゲーム内で人気だった『コズミックゲート』を作中のマイナーハード「MASA-X」に移植したバージョン。移植をしたメーカー「ASOBII」はASCIIが、ハードの名称はMSXが元ネタ。
前作の「ゲーコン版」に比べ、キャラクターに使用されている色が2色だけだったりとグラフィックは見劣りしているものの、「MASA-X」特有の強力な音源によりサウンドは派手になった。
「ライセンス元に無許可で勝手に内容をいじった」という設定のため、アステロイドゾーンで巨大ボスが出現したり、特殊な敵が襲ってくるワープゾーン（元ネタは『ギャラガ』のチャレンジングステージ）を取り入れるなど、「ゲーコン版」にない独特のアレンジがあらゆる面で施されている。ステージは全16面で、64面もあった前作から一気に減っている。
裏技
コンティニュー：GAMEOVER画面で、ゲームセンターCXおなじみのコマンドを入力。
パワーアップ：ポーズ中にとあるコマンドを入力（1プレイにつき1回のみ）。
スーパーワープ：特定のステージで、出現時に一瞬だけ光るザコ敵を最初に倒す。
隠れキャラ：スコアの千の桁を奇数にしてからワープゾーンに行くと、「ウィズマン」のウィズンが出現。
アナザーエンディング：クリアするまでに倒した敵の数の合計が13匹以下だった場合に出現。

### からくり忍者ハグルマン 小梅版（横スクロールアクションゲーム）
ゲーム西暦1986年春頃頒布。
『ハグルマン』シリーズの人気キャラクター「小梅ちゃん」のファンクラブ会員にしか配布されない特典ソフトで、入手困難なプレミア付き非売品という設定。8フロアの無限ループ制で、エンディング画面は存在しない。
その名の通り、前作ではサポートキャラだった「小梅ちゃん」が主人公のスピンオフ作品。前作のシステムを継承しているが、ステージは新たに作り直されていたり、新しい敵（量産型珍幻斎）も登場するほか、前作の小梅ちゃんのポジションに当たる新キャラクターとして小梅ちゃんの従姉妹・小夏ちゃんが登場する。
裏技
コンティニュー：GAMEOVER画面で、ゲームセンターCXおなじみのコマンドを入力。
画面内の全てのドアの色を合わせる：イロハの順番に入る
ダメージ状態から回復：イロハの逆（ハ→ロ→イ）の順番に入る（1機につき1回のみ）。
パワーアップ：ゲーム中ポーズして、とあるコマンドを入力（1プレイにつき1回のみ）。
巻物がそろう：ゲーム中ポーズして、とあるコマンドを入力（1ステージにつき1回のみ）。
隠れキャラ：偶数面のとある場所に手裏剣を何発か当てると、番組でおなじみのキャラが出現する。
オープニングデモで1UP：デモ画面でタイミングよくコマンドを入力。失敗するとゲームオーバーになる。

### ラリーキングex（トップビューレーシングゲーム）
ゲーム西暦1986年夏発売。
ファンの要望に応え、タイムトライアル大会を春休みに開催。その日のために開発された特別仕様版という設定の「ラリーキング」。非売品のため遊べるのはゲームショップのみ。
排気量（1000cc・1500cc・2000cc）別に分かれた難易度と、新しく設計されたコースの中で自己ベストタイムに挑む。
裏技
有野ゴーストカー：クラスセレクト画面で、ゲームセンターCXおなじみのコマンドを入力してスタート。有野が自らプレイしたゴーストデータとタイムを競える。
スタートブースト：スタート時に特定のタイミングでAボタンを押す。

### スタープリンスSA（縦スクロールシューティングゲーム）
ゲーム西暦1986年夏発売。
『スタープリンス』発売から2ヵ月後の夏休みに開催されるスコアアタック大会（通称「シューティングの夏」）のために開発されたという設定の非売品ソフト。タイトルの「SA」とは「スコアアタック」の略称。
残機数1機のみという状況から、制限時間（3分モードと5分モードの2種類）以内にどれだけ高いスコアを獲得できるかに挑戦する。敵の配置が前作から変更された。
なお、3分モードはエリア2の前半、5分モードはエリア3の前半までしか進めないようになっている。
裏技
裏ステージ：タイトル画面でとあるコマンドを入力。一部地上物の形が異なっている。

### トリオトスDX（落ち物パズルゲーム）
ゲーム西暦1992年3月7日発売。価格7800円。メディアは8MBカートリッジ。
『トリオトス』の続編にして「スーパーゲームコンピューター」移植版。最新機種という事でグラフィックは大幅に進化しており、カラー画面となっている。
基本的なルールは通常の『トリオトス』と同様だが、ブロックを1つだけ補充できる「ホールド」というシステムが新たに追加され、より戦略性が広がっている。
モードは前作同様の3種類。「ENDLESS」はひたすらブロックを消していくモード。「VS.RIVAL」は、本作ではハグルマンシリーズのキャラクター7人（+α）が対戦相手として登場するほか、負けてもコンティニューが可能となった。「VS.2P」はありの少年との対戦プレイを楽しめる。
本作では1画面に相手側のフィールドも表示されるようになり、相手の状況を確認しやすくなった。
裏技
シークレットステージ：「VS.RIVAL」を15分未満でノーコンティニュークリアする。

## その他ゲームモード

### ゲームトレーニングツール くぐれ!ギリジャンMAX
『ゲーム&ウオッチ』及び『シュウォッチ』などの携帯ゲームを基に有野が考案した、アクションゲーム攻略に必要な「進む勇気」と「待つ勇気」を身に着けるためのトレーニングツール。タイトルは番組の名台詞に由来（「くぐれ!」は『スーパーマリオワールド』、「ギリジャン」は『アトランチスの謎』の回より）。
右に強制スクロールするステージを移動とジャンプだけでひたすら前進するシンプルなゲームで、コースには落ちる床・動く床・鉄球などの仕掛けが満載されている。ダメージを受けたり穴に落ちるとミスになり、3回ミスした時点で終了になる。なお、ステージの配置は毎回ランダムに変化する。
ストーリーモードなどでは、ありの少年からプレイ状況に応じたボイスが流れるが、このモードでは番組ナレーションでおなじみの菅プロデューサーのボイスが流れる。ギリジャンなどの好プレーを決めた際には感嘆の声を漏らす。
終了時に格付け判定（○○級（○には会社の役職）と表記）が行われる。
裏技
隠しキャラ：ステージに配置されているCXコインを逃さず30枚連続で取ると、バンダイナムコゲームス社長の石川“祝男”氏の名前からとられた隠しキャラ「ハッピーマン」が登場する。獲得すると、ナムコのゲームでおなじみの7650点が加算される。

### 本日の挑戦
DSのカレンダーと連動し、ゲーム魔王・アリーノーから毎日1つ挑戦状が送られるというもので、前作にあった「やりこみ」モードの代わりに新しく導入されたモード。
挑戦するゲームは「ストーリー」の進行状況に関係なく、『ウィズマン』『コズミックゲート』『無敵拳カンフー』『ハグルマン小梅版』『デーモンリターンズ』『ラリーキングex』『ガンデュエル』『スタープリンスSA』『トリオトス』の順に日替わりで選出される。プレイ中の下画面の背景は常にありの少年の部屋である。
挑戦をプレイした日には丸い「CXマーク」、挑戦をクリアした日には金の「CXマーク」が貼られ、マークに応じた量の「チャレンジスコア」ポイントが貯まる。貯まったポイント数に応じて様々な特典が追加されていく。

## 特典
初回封入特典
「課長は名探偵」に登場する「有野特命プロジェクト名刺」。
限定版特典・スペシャルDVD
有野の挑戦 - ウルトラマン/ウルトラセブン
録り下ろし映像 - 有野の挑戦・特別編『ゲームセンターCX 有野の挑戦状』/「くぐれ!ギリジャンMAX」（『有野の挑戦状2』収録）
マル秘映像 - 『有野の挑戦状2』に隠された秘密の裏技を公開。先述した「ラリーキングex」の裏技で対戦できる、有野のゴーストデータの採集風景も収録されている。